# 1955 في العراق
فيما يلي قوائم الأحداث التي وقعت خلال عام 1955 في العراق.

حلف بغداد، أُسس سنة 1955

## سياسة

### تعيين في المنصب
- 17 ديسمبر – عبد الأمير علاوي وزير الصحة.

### انتهاء فترة المنصب
- 17 ديسمبر – محمد حسن سلمان وزير الصحة.

## مواليد

### يناير
- 1 يناير – أحمد عبد الغفور السامرائي سياسي عراقي.
- 1 يناير – جنة عبد الرزاق القريني شاعرة كويتية.
- 1 يناير – شاكر لعيبي فنان تشكيلي وشاعر ومؤلف عراقي.
- 1 يناير – عبد المعز شاكر قارئ القرآن ومحامي وحقوقي من أصل عراقي.
- 1 يناير – عدنان الصائغ شاعر عراقي -السويدي.
- 1 يناير – علاء مكي
- 1 يناير – عماد أحمد سياسي عراقي.
- 1 يناير – فاروق يوسف
- 1 يناير – فاضل عباس الكعبي شاعر وکاتب عراقي.
- 1 يناير – محسن الأراكي
- 1 يناير – محمد ريان
- 1 يناير – مشعان الجبوري سياسي عراقي.
- 1 يناير – ناصر الغنام قائد.

### فبراير
- 21 فبراير – عبد الخالق مسعود رئيس الاتحاد العراقي لكرة القدم.

### مارس
- 21 مارس – أنس شلال

### أبريل
- 15 أبريل – سعدي توما لاعب كرة قدم عراقي.
- 23 أبريل – قاسم الفهداوي سياسي عراقي.

### مايو
- 4 مايو – كمال مصطفى عبد الله السلطان مسؤول عراقي من عشيرة صدام.

### يونيو
- 13 يونيو – جبار اللعيبي سياسي.

### يوليو
- 1 يوليو – إياد محمد علي
- 18 يوليو – علي الدباغ
- 29 يوليو – سمير

### أغسطس
- 3 أغسطس – عناد عبد لاعب كرة قدم عراقي.

## وفيات

### يناير
- 1 يناير – عبد الرحمن البناء (مواليد 1882) شاعر وصحفي عراقي.